# Полк лёгкой пехоты Шри-Ланки
Полк лёгкой пехоты Шри-Ланки (англ. Sri Lanka Light Infantry) — старейший полк в армии Шри-Ланки. Штаб-квартира полка расположена в кантонменте Панагода (Панагода).

## История

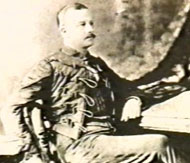
Подполковник Джон Скотт Армитаж

История полка началась 1 апреля 1881 года с формирования Цейлонского добровольческого полка лёгкой пехоты (англ. Ceylon Light Infantry Volunteers) в качестве резервной части.
Первым его командиром стал подполковник Джон Скотт Армитаж (англ. John Scott Armitage), а полковником полка был Альберт-Эдуард, принц Уэльский. Вскоре после формирования полка он утвердил полковой марш «I am Ninety Five» и полковой сигнал горна, используемые до сих пор. В том же году Его Королевское Высочество Принц Уэльский принял звание почётного полковника Цейлонского добровольческого полка лёгкой пехоты, в силу чего часть приняла его герб в качестве своей кокарды. В 1892 году была сформирована рота конной пехоты, которая впоследствии стала самостоятельным Цейлонским коннострелковым полком (англ. Ceylon Mounted Rifles).
В 1900 году Цейлонский добровольческий полк лёгкой пехоты был направлен в Южную Африку для участия в англо-бурской войне, где за отличную службу получил знамя от герцога Йоркского. В 1902 году король Эдуард VII стал патроном полка (англ. Colonel-in-Chief), представители полка присутствовали при коронации.
В 1910 году с образованием Цейлонских сил обороны (CLIV) полк вошёл в их состав и стал именоваться Цейлонским полком лёгкой пехоты.
Полк участвовал в Первой мировой войны в составе войск Антанты. Вскоре после войны из состава полка был выделен регулярный компонент для несения гарнизонной службы на Цейлоне. Этот компонент именовался Мобилизованным отрядом Цейлонского полка лёгкой пехоты (Mob. Det., CLI).
В 1922 году полковником полка стал новый принц Уэльский и герцог Корнуольский Альберт-Эдуард, позднее король Эдуард VIII.
Полк был снова мобилизован во время Второй мировой войны и был размещён на Сейшельских и Кокосовых островах . 

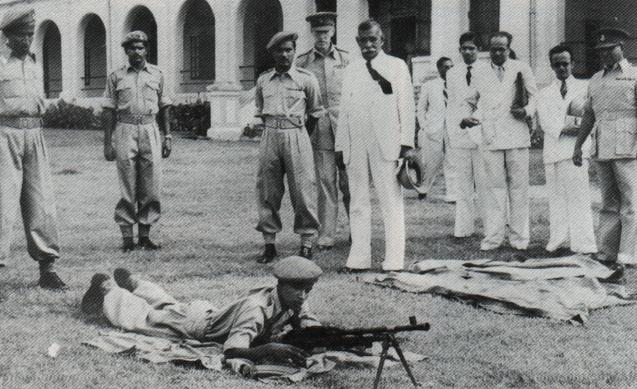
Первый премьер-министр независимой Шри-Ланки Дон Стефен Сенанаяка в расположении первого батальона Цейлонского полка лёгкой пехоты наблюдает за обучением добровольцев обращению с ручным пулемётом.

После того как Цейлон в 1948 году получил независимость от Великобритании, по закону об армии 1949 года полк стал именоваться Цейлонским пехотным полком в составе вновь образованной армии Цейлона. Но в 1950 году полк вновь получил наименование Цейлонский полк лёгкой пехоты, причём в его составе были сформированы два батальона: 1-й батальон стал регулярным подразделением, а 2-й батальон — резервным (добровольческим).
Полк был привлечён к операциям против повстанцев в 1971 году и в 1972 году, когда Шри-Ланка стала республикой и полк был переименован в Полк лёгкой пехоты Шри-Ланки. В начале 1980-х годов подразделения полка были развёрнуты в северной части острова. Нападение повстанцев из засады на патруль «Четыре Четыре Браво» (Four Four Bravo) роты «C» 1-го батальона полка положило начало гражданской войне на Шри-Ланке. С тех пор полк участвовал почти во всех боевых действиях на острове и был увеличен до нынешней численности.
23 октября 1989 года была создана штаб-квартира полка в кантонменте Панагода в городе Панагода.
Полк принимал участие в Миссии ООН по стабилизации в Гаити в 2003 году.

## Кадетский батальон
В 1881 году в Королевском колледже Коломбо был сформирован кадетский взвод, прикреплённый к Цейлонскому полку лёгкой пехоты. Это подразделение с течением времени было увеличено до Кадетского батальона при Цейлонском полке лёгкой пехоты Цейлонских сил обороны. Позже это подразделение стало называться Цейлонским кадетским корпусом. Сейчас корпус называется Национальный кадетский корпус.

## Полковые знамёна

Королевское и полковое знамёна врученные в 1922 году

Королевское и полковое знамёна врученные в 1954 году

Президентское и полковое знамёна

В 1921 году полк получил полковое знамя, а 22 марта 1922 года был награждён королевским и полковым знамёнами. При формировании первого регулярного батальона в 1949 году королева Елизавета II подарила ему новые знамёна. 21 апреля 1954 года 1-й батальон получил от королевы Елизаветы II королевское и полковое знамёна. С провозглашением Республики Шри-Ланка, 29 июня 1974 года знамёна были переданы в полковой музей.
10 октября 1978 года президент Шри-Ланки Джуниус Ричард Джаявардене вручил президентское и полковое знамёна 1-му регулярному и 2-му резервному батальонам Полка лёгкой пехоты Шри-Ланки.

## Эмблема полка

Кокарда полка с 1972 года и её современная версия

Кокарда полка с 1881 по 1972 год

Кокарда 1881 года: Слон и кокосовая пальма

С марта по 28 ноября 1881 года использовалась кокарда с изображением индийского слона на фоне кокосовой пальмы. С 28 ноября 1881 года по 22 мая 1972 кокардой подразделения было изображение сигнального рожка (горна) с рисовыми снопами вверху. С провозглашением Республики Шри-Ланка 1-й и 2-й батальоны Цейлонского полка лёгкой пехоты сохранили в новой кокарде основную конфигурацию и элементы изображения старой. В результате новая кокарда стала выглядеть следующим образом:
- серебряный рожок горна вместо медного на старой эмблеме. Рожок был сохранён, так как горн традиционно представляется символом пехоты и, таким образом, полк в немалой мере может увековечить некоторые из высоких идеалов, связанных с предыдущей эмблемой.[4]
- Рожок соединён с тремя рисовыми снопами, расположенными в верхней части эмблемы. Они призваны символизировать процветание и наследие народа как аграрной нации. Также в верхней части эмблемы девиз принца Уэльского «нем. ICH DIEN», который был принят в качестве девиза полка в английском переводе «I serve».[4]

## Талисман полка

Кандула I

Первым живым талисманом полка был пятнистый олень с красивыми рогами. Его поймали в джунглях вблизи Танамалвила в 1954 году. Командир полка хотел натренировать оленей для участия в парадах полка. Но во время тренировки с полковым оркестром для того, чтобы приучить животное к звуку барабанов, олень не выдержал, испугавшись боя барабанов, прыгнул и упал мёртвым.
Позднее в качестве живого талисмана было решено использовать слона. Первый слонёнок Кандула в 1961 году стал новым талисманом полка. Сейчас в Панагоде живёт Кандула VII.

## Подразделения
В настоящее время полк состоит из 17 регулярных батальонов, усиленного батальона штаба и 9 батальонов резерва. 165 офицеров и 3648 рядовых погибли во время гражданской войны. 112 офицеров и 4479 рядовых стали инвалидами.

### Регулярные батальоны
- 1-й батальон Лёгкой пехоты Шри-Ланки
- 4-й батальон Лёгкой пехоты Шри-Ланки
- 6-й батальон Лёгкой пехоты Шри-Ланки
- 7-й батальон Лёгкой пехоты Шри-Ланки
- 8-й батальон Лёгкой пехоты Шри-Ланки
- 10-й батальон Лёгкой пехоты Шри-Ланки
- 11-й батальон Лёгкой пехоты Шри-Ланки
- 12-й батальон Лёгкой пехоты Шри-Ланки
- 15-й батальон Лёгкой пехоты Шри-Ланки
- 19-й батальон Лёгкой пехоты Шри-Ланки
- 20-й батальон Лёгкой пехоты Шри-Ланки
- 23-й батальон Лёгкой пехоты Шри-Ланки
- 24-й батальон Лёгкой пехоты Шри-Ланки
- 25-й батальон Лёгкой пехоты Шри-Ланки
- 26-й батальон Лёгкой пехоты Шри-Ланки
- 27-й батальон Лёгкой пехоты Шри-Ланки
- 28-й батальон Лёгкой пехоты Шри-Ланки
- Усиленный Батальон штаб-квартиры полка

### Батальоны резерва
- 2-й резервный батальон Лёгкой пехоты Шри-Ланки
- 5-й резервный батальон Лёгкой пехоты Шри-Ланки
- 9-й резервный батальон Лёгкой пехоты Шри-Ланки
- 14-й резервный батальон Лёгкой пехоты Шри-Ланки
- 16-й резервный батальон Лёгкой пехоты Шри-Ланки
- 17-й резервный батальон Лёгкой пехоты Шри-Ланки
- 18-й резервный батальон Лёгкой пехоты Шри-Ланки
- 21-й резервный батальон Лёгкой пехоты Шри-Ланки
- 22-й резервный батальон Лёгкой пехоты Шри-Ланки

## Боевые действия и места дислокации во время их ведения
- Вторая англо-бурская война
- Первая мировая война
  - Оборона Цейлона
  - Западный фронт
- Вторая мировая война
  - Оборона Цейлона
  - Сейшельские острова
  - Кокосовые острова
- Восстание 1971 года
- Восстание 1987-89 годов
- Гражданская война на Шри-Ланке
  - Первая Иламская война
  - Вторая Иламская война
  - Третья Иламская война
  - Четвёртая Иламская война
- Миссия Организации Объединённых Наций по стабилизации в Гаити

## Награда Парама Виира Вибхушанайя (Parama Weera Vibhushanaya)
Одним из 7 военнослужащих сухопутных войск Шри-Ланки, награждённых этой высшей военной наградой страны, был младший капрал полка лёгкой пехоты В.И.М. Сеневиратне, погибший в бою и награждённый посмертно.

## Подразделение Сева Ванита
Подразделение Сева Ванита Полка лёгкой пехоты Шри-Ланки (англ. SLLI Seva Vanitha) было создано в 1990 году для обеспечения потребностей семей военнослужащих полка, которые погибли при исполнении воинского долга, пропали без вести и стали инвалидами во время службы, а также военнослужащих, которые все ещё находятся на действительной службе. Первым президентом подразделения была Соня Коттегода, а первым секретарём — Приянти Мунасинге. На весну 2012 года президентом подразделения (пятым) является Дамаянти Ратнаяка.